# L'incident (pel·lícula de 1967)
The Incident (L'incident) és un film estatunidenc de suspens neo-noir dirigit per Larry Peerce el 1967 amb guió de Nicholas E. Baehr (basat en la telenovel·la Ride with Terror, que havia estat adaptat en 1963 a la televisió) Els actors Tony Musante i Martin Sheen (en el seu primer paper protagonista) interpreten dos malfactors que terroritzen 14 passatgers en un vagó del metro de Nova York, completant el repartiment Beau Bridges, Ruby Dee, Jack Gilford, Ed McMahon, Gary Merrill, Donna Mills, Brock Peters, Thelma Ritter, i Jan Sterling.
El film comptava amb un pressupost de $1,050,000.

## Sinopsi
En un vespre de diumenge al Bronx, els milhomes Joe Ferrone i Artie Connors cerquen problemes. Després d'haver-se barallat amb el propietari d'una sala de billar per tancar d'hora, assetgen breument una parella que passa, i després assalten un vell pels seus vuit dòlars i el deixen inconscient.
Bill Wilks, la seva esposa, Helen, i la seva filla de 5 anys, arriben a l'estació Mosholu Parkway de la ruta 4 del metro a les 2:15 del matí, després que Bill refusi anar amb taxi fins a casa seva a Flushing, Queens. suggerint que la seva dona és una càrrega. Quan entren a l'últim vagó del tren, que només té una porta funcionant, el seu únic altre passatger és un captaire que dorm.
A l'estació de Bedford Park Boulevard–Lehman College pugen l'adolescent Alice Keenan, i el seu xicot sexualment agressiu Tony Goya; a Kingsbridge Road ho fa la parella d'ancians jueus Bertha i Sam Beckerman, que han estat discutint sobre les responsabilitats de la jove generació; a Fordham Road, els soldats Pfc. Phillip Carmatti i el seu amic d'Oklahoma, Pfc. Felix Teflinger, que té un braç trencat, després de sopar amb els pares italo-americans de Carmatti.
A Burnside Avenue, després de deixar un còctel, hi puja Muriel Purvis, de mitjana edat, amb el seu espòs, Harry, que se sent ressentit per guanyar menys diners que molts dels seus amics i que no té ambició; a 176th Street, fora de línia, hi puja l'alcohòlic Douglas McCann, junt amb Kenneth Otis, un homosexual que havia intentat fer-s'ho amb McCann. A Mt. Eden Avenue, la parella de negres formada pel fanàtic frustrat Arnold Robinson, i la seva sofisticada esposa Joan, després d'assistir a un esdeveniment solidari per a joves dels suburbis.
Joe i Artie pugen a 170th Street i comencen a terroritzar, humiliar i degradar psicològicament cada passatger adult, mentre el tren passa per les 15 estacions següents. Comencen amb el captaire a qui intenten cremar un peu, i després es desplacen a Douglas, després a Kenneth, a qui impedeixen físicament deixar el tren ... i així successivament.
Quan el tren creua a Manhattan, arriba l'estació de la 125a Carrer de Robinson, però Arnold, gaudint de l'espectacle de la gent blanca que es turmenta entre si, fa que Joan es quedi amb ell per veure-ho.
En una parada, Joe bloca la porta per evitar que dues dones hi pugin, a 86th Street impedeix que els Beckermans surtin, després empenyen una de les sabates del captaire a la porta per evitar que s'obri a les altres parades.
Al llarg de tot el trajecte amb tren, ningú ha aconseguit portar la mà als dos encaputxats. Joe finalment es posa a prova quan gira la seva atenció cap a la filla dormida de Wilks. Bill i Helen es posen frenètics i consternats quan Joe prova de tocar la nena. Bill la manté al pit amb actitud protectora, apartant desesperadament les mans de Joe quan vol tocar-la.
Només aleshores Felix s'aixeca i s'adreça directament a Joe amb un "Atura't! O et faré desaparèixer!" Joe treu el seu ganivet. Felix participa en un combat cos a cos amb Joe. Malgrat el seu braç trencat, i després de ser ferit d'una punxada, Felix aconsegueix dominar Joe, fent servir la seva força per deixar Joe inconscient; posteriorment, Artie deixa caure la seva façana de xicot dolent i s'espanta, mira d'obrir la porta i fugir. El ferit Felix incapacita Artie amb un cop de genoll a l'engonal, deixant l'Artie a terra agonitzant.
El tren aviat fa una llarga parada a l'estació principal de Grand Central - 42nd Street, on Carmatti finalment es dirigeix al seu amic ferit, fent que Felix li demani "on eres, amic?" A l'estació Carmatti crida a la policia, que entra al tren i, sense demanar res, vol arrestar l'únic home negre del vagó, Arnold. Els passatgers criden: "No, ell no!", Aleshores els policies, en canvi, ajuden l'Artie que encara es lamenta a terra, mentre que un conductor del tren agafa el sagnant Joe fora del tren.
Els passatgers, encara congelats en els seus seients, estan atordits. Només quan el pitof adormit cau a terra, els passatgers es desperten i surten lentament del tren, passant per sobre del cos inconscient del pitof.

## Repartiment
- Tony Musante - Joe Ferrone
- Martin Sheen - Artie Connors
- Ed McMahon - Bill Wilks
- Diana Van der Vlis - Helen Wilks
- Victor Arnold - Tony Goya
- Donna Mills - Alice Keenan
- Jack Gilford - Sam Beckerman
- Thelma Ritter - Bertha Beckerman
- Beau Bridges - Pfc. Felix Teflinger
- Robert Bannard - Pfc. Phillip Carmatti
- Mike Kellin - Harry Purvis
- Jan Sterling - Muriel Purvis
- Gary Merrill - Douglas McCann
- Robert Fields - Kenneth Otis
- Brock Peters - Arnold Robinson
- Ruby Dee - Joan Robinson
- Don De Leo - Mr. Carmatti
- Nina Hansen - Mrs. Carmatti

## Localitzacions al metro
L'Autoritat de Trànsit de Nova York va denegar el permís per rodar en la seva propietat, incloent imatge de fons, però els realitzadors hi van rodar de totes maneres. Per obtenir les imatges necessàries, el director de fotografia Gerald Hirschfeld i el seu fill van muntar al metro i van capturar de forma subrepticia el fons en moviment amb una càmera amagada en una caixa de cartró. Les escenes a l'aire lliure van ser filmades al voltant de la secció Bronx de la línia IRT Third Avenue, que va ser demolida el 1973.
Hirschfeld va dir en una entrevista que va rodar en blanc i negre per obtenir "l'estil de fotografia més realista possible"; les preses de proves es van prendre en un color silenciat, però es va considerar una distracció amb l'efecte "ombra" desitjat.
Totes les escenes dins del vagó del metro van ser filmades en un estudi de maqueta de la fira mundial del Metro IRT. Els productors es van posar en contacte amb St. Louis Car Company per obtenir els plànols originals del vagó i el van reproduir. Les llums es van muntar al llarg de l'exterior del cotxe i es van il·luminar seqüencialment per simular una velocitat de 30 mph. Les imatges de metro van ser filmades ocultant les càmeres dins de les bosses.

## Premis
Medalles del Cercle d'Escriptors Cinematogràfics
| Categoria                        | Resultat   |
| -------------------------------- | ---------- |
| Millor pel·lícula d'art i assaig | Guanyadora |

Festival Internacional de Cinema de Mar del Plata, Argentina, 1968
- Tony Musante - millor actor
- Nicholas E. Baehr -millor guió
- Larry Peerce - gran Premi de la Crítica
- Larry Peerce - nominat a millor pel·lícula, però no va guanyar

## Recaptació
Segons els registres de la Fox la pel·lícula va requerir un préstec de $2,375,000 per rodar-se i va recaptar $2,075,000, de manera que va tenir pèrdues.